# Károly Lotz

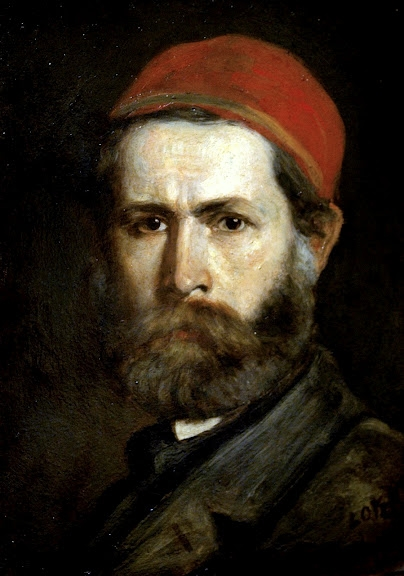
Károly Lotz (Selbstbildnis)

Károly Lotz (* 16. Dezember 1833 in Bad Homburg vor der Höhe; † 13. Oktober 1904 in Budapest; auch Karl Anton Paul Lotz) war ein deutsch-ungarischer Historien- und Genremaler.

## Leben
Karl Lotz wurde als jüngstes von sieben Kindern als Sohn von Wilhelm Christian Lotz und Antonia Höfflick geboren. Sein Vater war zunächst Kammerdiener des Prinzen Gustav zu Hessen-Homburg als dieser im österreichischen Waffendienst am Wiener Kongress teilnahm, wo unter anderem über die Souveränitätsrechte des Hauses Hessen-Homburg gegenüber Hessen-Darmstadt verhandelt wurde. Da der Homburger Geschäftsträger, der junge Baron von Sinclair, in Wien plötzlich verstarb, musste Wilhelm Christian Lotz kurzfristig einspringen. Wilhelm Christian Lotz lernte 1815 in Ungarn die 13-jährige Antonie Hoefflich kennen, die er drei Jahre später heiratete. Aus der Ehe gingen acht Kinder hervor, wobei Karl der jüngste war. Der Vater verstarb 1837 und die Mutter zog mit dem vierjährigen Karl und seinen Geschwistern nach Pest, heute Budapest. Er besuchte das dortige katholische Piaristengymnasium. Obwohl er der calvinistischen Religion angehörte, erhielt er dort wegen seiner überdurchschnittlichen Leistungen ein Stipendium.
Lotz startete seine künstlerische Karriere zunächst als Schüler des Hofkapellmeisters Destouches und später in der Malerakademie des venezianischen Malers Jacopo Marastoni (1804–1860). Später studierte er bei dem ungarischen Historienmaler Henrik Weber (1818–1866) in Budapest und bei dem Historienmaler und Koloristen Carl Rahl (1812–1865) in Wien.
Zusammen mit seinem Lehrer Carl Rahl bearbeitete Lotz zahlreiche Auftragsarbeiten. Später erstellt er eigene Arbeiten, zunächst als romantische Landschaftsbilder nach Szenen des „Alföld“, der ungarischen Tiefebene, und später als monumentale, dekorative Wandmalereien sowie Fresken im Stile des venezianischen Meisters Giovanni Battista Tiepolo.
Nach verschiedenen Arbeiten in Budapest wurde er auch in Wien tätig. Zudem gestaltete er einige hochherrschaftliche Palais. Später fertigte er im Auftrag des Abts der Abtei Tihany Wandgemälde für die Abteikirche am Plattensee. Er wurde zudem bekannt für seine Porträts und Aktbilder, für die seine Frau und seine Töchter, vor allem Katarina, Modell standen. Erst mit 58 Jahren fand Károly Lotz sein Eheglück. Er heiratete die Witwe Jacoboy.
1882 wurde Lotz Professor an verschiedenen Kunstakademien in Budapest. 1885 wurde er Dekan der neu gegründeten Abteilung „Malen für Frauen“. Er wurde Ehrenmitglied der Wiener Akademie.
Karl Lotz starb 1904 in Budapest. Als „Fürst unter den ungarischen Künstlern“ erhielt er ein Staatsbegräbnis und wurde in einem Ehrenmal beigesetzt. Seine Bilder, Zeichnungen und Entwürfe wurden vom Staat Ungarn erworben und sind in der Budapester Nationalgalerie untergebracht. Mehrere ungarische Städte haben Straßen nach Károly Lotz benannt, es gibt Briefmarken der ungarischen Post mit seinem Abbild, im Nationalmuseum in Budapest steht eine Büste.

## Werke
- Deckengemälde im Budapester Opernhaus (1884)
- Wandgemälde im Prunksaal der Akademie der Wissenschaften in Budapest
- Wandgemälde im Treppenhaus des ungarischen Parlaments in Budapest (1897)
- Wandgemälde im Nationalmuseum in Budapest (1874)
- Wandgemälde im Redoutensaal in der Budapester Hauptkonzerthalle (Pesti Vigadó)
- Wandgemälde im Casino von Theresienstadt in Nordböhmen (Tschechien)
- Decken- und Wandgemälde in der Budapester Stephansbasilika sowie dem Priesterseminar
- Wandgemälde in der großen Markthalle in Budapest
- Wandgemälde im Ostbahnhof in Budapest
- Wandgemälde im Lesesaal der Universitätsbibliothek der Universität Budapest
- Decken- und Wandgemälde in der Matthiaskirche in Budapest
- Decken- und Wandgemälde im Justizpalast in Budapest (1894)
- Fresken in der Franziskanerkirche in Budapest (1894–1895)
- Wandgemälde im Waffenmuseum des Arsenals in Budapest
- Fresken des Wiener Heinrichshofes (im Zweiten Weltkrieg vernichtet)
- Fresken der Schlosskapelle und des Vestibüls im Schloss Rotenturm
- Verschiedene Arbeiten am Palais der Grafen Károlyi
- Verschiedene Arbeiten am Palais des Barons Weckheim
- Verschiedene Arbeiten am Palais der Barons Lipthay
- Wandgemälde für die Kirche der Abtei Tihany am Plattensee

## Zitate
- „...unter mehr als 80 Schülern stets durch ihre Gaben, ihre Begeisterung für das Wahre und ihre unermüdliche Tätigkeit herausleuchten“ (Carl Rahn über seine beiden Schüler Karl Lotz und Moritz Than in einem Brief an den Budapester Architekten Feßl vom 28. April 1863)
- „In Bad Homburg vor der Höhe geboren, ist er durch seinen Aufenthalt bei der Familie seiner in Ungarn geborenen Mutter zum Ungar geworden. Alle Gabe reichlich, nur kein Glück, kein materieller Erfolg wird ihm zugemessen; er blieb fast verborgen, trotz seines seltenen Genius.“ (August George-Mayer, ein Mitschüler bei Carl Rahn, über seinen Kommilitonen Karl Lotz 1883)

## Ehrungen

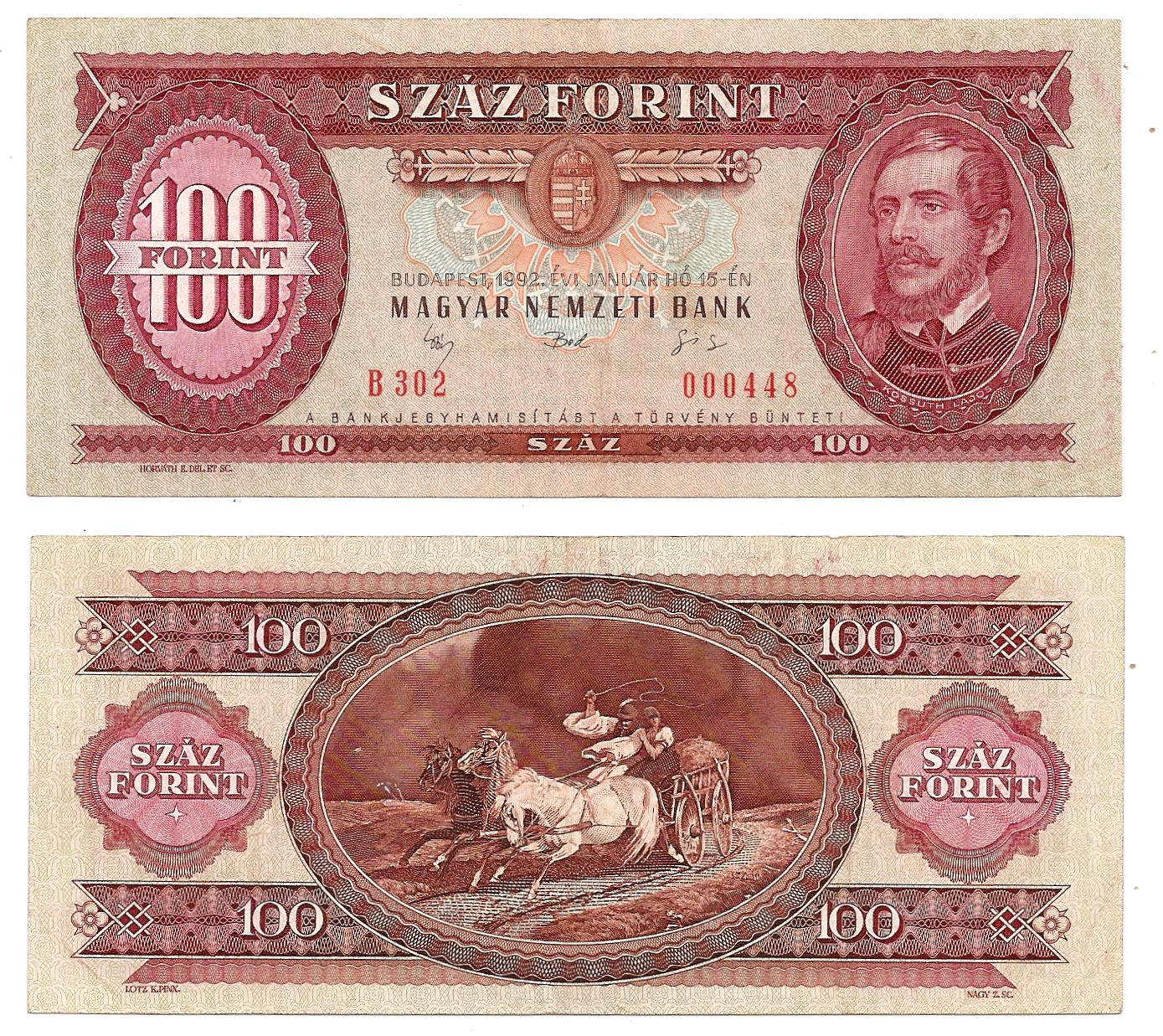
Ungarn, 100 Forint 1992 Banknote. Auf der Rückseite Bildausschnitt von Karl Lotz

- Ungarn Sondermarke zum Thema "Aktgemälde" Ausgabe 27. August 1974 "Badende Frau", 40 Filler[1]
- Ungarn Sondermarke zum Thema "Aktgemälde" Ausgabe 27. August 1974 "Nach dem Bade", 1,50 Forint[2]
- 1884 Einseitige Bronzegussmedaille, 72 mm: Bärtiges Bildnis von Károly Lotz nach rechts. Medailleur: Antal Loránfi(1856–1927).[3]